# Lijst van burgemeesters van Oost Gelre
Dit is een lijst van burgemeesters van de Nederlandse gemeente Oost Gelre in de provincie Gelderland.
| Ambtsperiode                      | Naam burgemeester             | Partij of stroming | Bijzonderheden |
| --------------------------------- | ----------------------------- | ------------------ | -------------- |
| 1 januari - 1 september 2005      | Huib (H.A.) Doek              | CDA                | waarnemend     |
| september 2005 - 13 december 2006 | Henk (H.W.M.) Heijman         | CDA                |                |
| 13 december 2006 - september 2007 | Henk (H.J.) van der Woude     | CDA                | waarnemend     |
| september 2007 - 2 juli 2013      | Henk (H.W.M.) Heijman         | CDA                |                |
| 2 juli 2013 - 28 november 2013    | Rob (R.T.) Metz               | VVD                | waarnemend     |
| 1 december 2013 - 3 april 2014    | Marianne (M.N.) Kallen-Morren | VVD                | waarnemend     |
| sinds 3 april 2014                | Annette (A.H.) Bronsvoort     | PvdA               | [ 1 ]          |